# 개항동
개항동(開港洞)은 인천광역시 중구에 있는 행정동이다. 2021년 7월 1일 북성동과 송월동을 통합하여 설치하였다.

## 유래
예부터 어선이 드나들어 북성포로 불리던 지역을 1946년 동명 개정 때 북성동으로 명명하였다. 일제 강점기 때는 화방정(花房町)으로 호칭되었으며 이는 인천을 개항케 하는데 주도적인 역할을 한 초대 주한 일본공사 화방의질(花房義質)의 이름에서 유래된 것이다.
선린동은 청국의 지계로 일명 청관지역을 끼고 있는 법정동 중 가장 작은 동에 속하였으며 일본인들은 지나정(支那町) 또는 미생정(彌生町)이라고 하였는데 해방 후 친선적인 의미로 선린동이라 명명된 것이다. 1977년 5월 법정동의 북성동과 선린동 지역을 북성동 행정구역으로 정하여 운영하고 있다.
송월동은 대부분 구가옥, 빌라, 아파트 등으로 형성되어있으며, 주변에는 전철권, 자유공원 등 인접된 주택밀집 지역의 특성을 가지고 있으며, 총 2,608여세대에 인구는 총 6,264여명이고 21개통 87개반으로 구성되어 있다.

## 연혁
- 1903년 8월 부내면 만석동 (萬石洞)
- 1912년 5월 송판정(松板町), 화방정(花房町), 묘도정(猫島町), 만석정
- 1914년 10월 1일 송판정(松板町) 1정목정, 2정목정, 3정목정
- 1946년 1월 1일 인천시 북성동으로 명명, 송월동 1가동, 2가동, 3가동으로 구분됨
- 1968년 1월 1일 인천시 구제 설치에 따라 중구 북성동으로 개칭
- 1973년 7월 1일 동구 만석동 소재 월미도를 북성동에 편입[4]
- 1977년 5월 1일 중국인 거주지역 선린동을 북성동에 합병[5]
- 1981년 7월 1일 인천직할시 승격으로 인천직할시 중구 북성동으로 개칭
- 1995년 1월 1일 인천광역시 중구 북성동으로 개칭
- 2021년 7월 1일 북성동, 송월동과 함께 개항동 통합

## 법정동
북성동 1가 중 연안동 관할의 일부 구역은 제외된다. 그리고 전동 대부분은 동인천동 관할로, 개항동은 일부 구역인 세 개 번지만 관할한다.
- 북성동1가
- 북성동2가
- 북성동3가
- 선린동
- 송월동1가
- 송월동2가
- 송월동3가
- 전동

## 교육
- 인천해사고등학교
- 인천화교중산학교

## 교통
- 인천역

## 같이 보기
- 북성포구